# Стадіон імені Здзіслава Кшишков'яка
Спортивний комплекс «Завіша» імені Здзіслава Кшишков'яка (пол. Stadion im. Zdzisława Krzyszkowiaka) — мультифункціональний стадіон у місті Бидгощ, Польща. Будівництво було завершено у 1960 році й мало від 35,000 до 45,000 сидячих місць (дубові лавки). З 2007 по 2008 роки велася перебудова і кількість місць скоротилася до 20,247. Нині використовується для проведення футбольних ігор (місцева команда Завіша Бидгощ) та інших видів спорту.

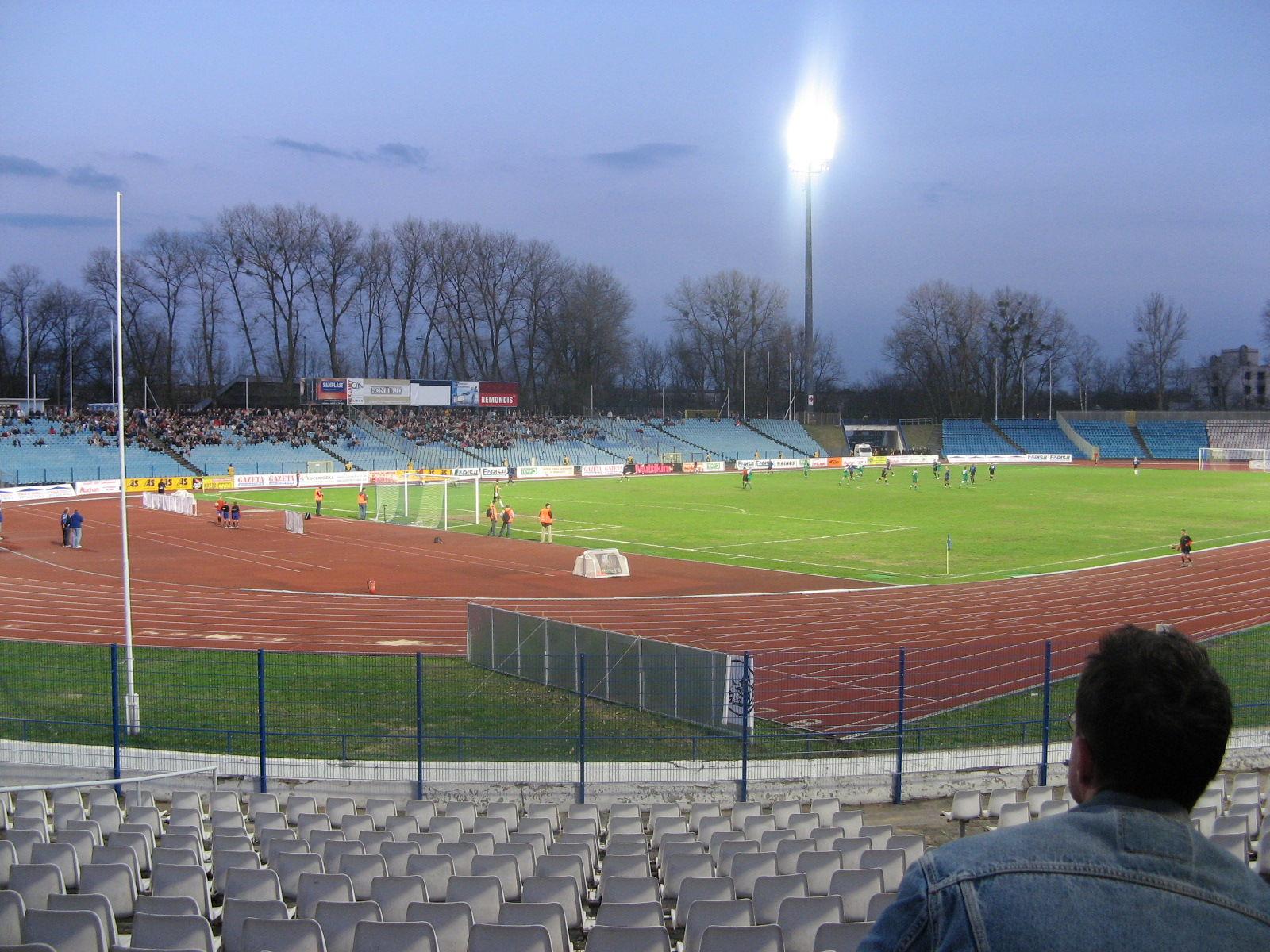
стадіон до перебудови

Названий на честь видатного польського легкоатлета-стаєра Здзіслава Кшишков'яка — Олімпійського чемпіона, рекорсмена світу.
Арена проведення двох Чемпіонатів світу серед юніорів з легкої атлетики: в липні 2008 та 2016 років.